# Володин, Александр Владимирович
Алекса́ндр Влади́мирович Воло́дин (2 (14) августа 1897, Симбирск — 8 января 1966, Москва) — советский кларнетист, профессор Московской консерватории, заслуженный деятель искусств РСФСР (1956).

## Биография
В 1923 году поступил в Московскую консерваторию в класс Сергея Розанова, с отличием окончив его в 1928. Имя Володина занесено на мраморную доску отличия Консерватории. Ещё будучи студентом, в 1924—1925, играл в составе Персимфанса, а с 1926 по 1959 был солистом оркестра Большого театра.
Володин ― победитель (вместе с В. И. Генслером) второго Всесоюзного конкурса музыкантов-исполнителей в Ленинграде (1935). Преподавал в Московской консерватории с 1937 (с 1940 ― профессор), среди его учеников ― Лев Михайлов, Владимир Соколов, Рафаэль Багдасарян и другие известные советские кларнетисты.
Выдающийся кларнетист-виртуоз, Володин выступал в ансамблях с крупнейшими музыкантами своего времени, среди которых ― пианисты Александр Гольденвейзер, Константин Игумнов, Абрам Дьяков, струнные квартеты имени Бетховена, имени Комитаса, имени Глиэра и другие. Константин Мострас посвятил Володину Этюд на тему Римского-Корсакова. Володин ― автор переложений для кларнета произведений русских и европейских композиторов, а также сборника упражнений для этого инструмента.
Музыкальный педагог, среди его известных учеников Роланд Крийт, заслуженный артист Эстонской ССР.
Похоронен на Пятницком кладбище (уч. 2).

## Звания и награды
- орден Трудового Красного Знамени (28.12.1946)
- орден «Знак Почёта» (27.05.1951)[3]
- Заслуженный деятель искусств РСФСР (1956)
- На втором Всесоюзном конкурсе музыкантов-исполнителей в Ленинграде в 1935 году  Володину была присуждена первая премия.